# الاثنين والدنيا (مجلة)
الاثنين والدنيا هي مجلة مصرية كانت تصدرها دار الهلال وكانت المجلة منتشره في الخمسينيات. و كانت موضوعاتها تعالج مشكلات الشباب العاطفية والاجتماعية وكانت تمزج بين النقد والتوجيه والنكتة اللي تحمل السرور، وتولى رئاسة تحريرها عدد من كبار الصحفيين مثل علي امين في 2 مايو 1941، واميل زيدان في فبراير 1945، ونسيم عمار في نوفمبر 1953، وصالح جودت في 13 مايو 1959، وربيع غيث في 12 أكتوبر 1959، واستمر يشغل هذا المنصب إلى أن توقفت المجلة نهائيًّا عن الصدور في إبريل 1961. 

العدد 913 من مجلة الاثنين والدنيا لعام 1951